# عملیات نجات (فیلم ۱۹۱۷)
«عملیات نجات» (انگلیسی: The Rescue (1917 film)) یک فیلم به کارگردانی آیدا می پارک است که در سال ۱۹۱۷ منتشر شد. از بازیگران آن می‌توان به لان چینی و دورتی فیلیپس اشاره کرد.